# イル＝エ＝ヴィレーヌ県
イル＝エ＝ヴィレーヌ県 （イル＝エ＝ヴィレーヌけん、フランス語:Ille-et-Vilaine、ブルトン語:Il-ha-Gwilen、ガロ語:Ille-e-VilenneまたはIll-e-vilaenn）は、フランスのブルターニュ地域圏の県である。

## 概要

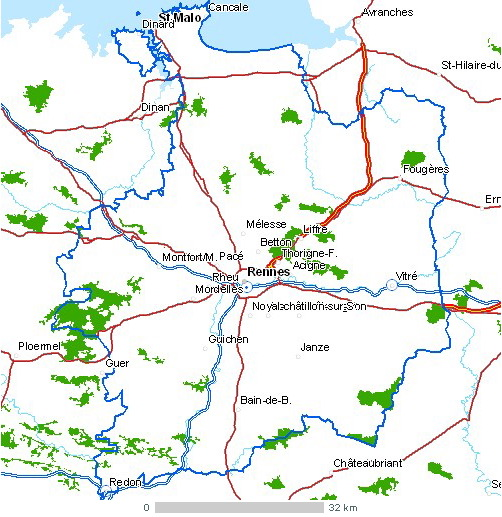
イル＝エ＝ヴィレーヌ県の地図

イル＝エ＝ヴィレーヌ県は、フランス革命中の1790年3月4日に創設された。県名は、県庁所在地レンヌで合流する2つの河川、イル川とヴィレーヌ川にちなむ。その他に西の県境となっているランス川、東の県境となっているクエノン川がある。
マンシュ県、マイエンヌ県、メーヌ＝エ＝ロワール県、ロワール＝アトランティック県、モルビアン県、コート＝ダルモール県と接する。県北部はイギリス海峡に面している。
イル＝エ＝ヴィレーヌ県は、地形学上の窪地に位置している。西部の流動はアルモリカ山塊の高さから守られ、ノルマンディー地方とメーヌ地方の丘がある東部からの大陸的な影響から守られている。地質学上、県の北半分はアルモリカ山塊北部に属し、県の残りがアルモリカ山塊中央部に集まり、ルドン周辺の狭い地域だけがアルモリカ山塊南部とみなされている。
県中央部、海岸部の標高は低い。沿岸や谷では50m以下になり、その他では100m以下である。それよりさらに標高が高いのは、西部県境と東部県境だけである。
県には多くの丘があり、適度に標高が高いが、県中央部はレンヌの広大な盆地から広がるイル川またはヴィレーヌ川につながる小河川の密接なネットワークを持つ。この盆地に接する高い丘は、木材生産のため人が開拓した数カ所の古い森林に覆われている。盆地そのものが、県北西部のランス川流域と同様に、豊かな農業地帯である。
県の最南端でヴィレーヌ川の流れは、ルドン市地域の小さな回廊で標高が低くなりゆっくりと流れていく。この地域ではヴィレーヌ川がしばしば洪水を引き起こすことで知られている。レンヌの周囲の農業地域でしばしば集中して流出するからである（一部の洪水は、イル＝エ＝ランス運河の古い設備が誤って管理されていたため、1980年代までのレンヌの地区に影響を与えていた）。住民のいる都市内での危険を回避するため、県南部のヴィレーヌ川に接する人間の手が入っていない平野を氾濫させたままにし、誘導路のある小さな人造湖、盆地内への植林、森林のよりよい管理、農業用人工排水路の規制といった、高低を平らにするための工事を行った。
過去に県名の改名が提案され、マルシュ＝ド＝ブルターニュ（Marche de Bretagne）、オート＝ブルターニュ（Haute-Bretagne）の名前が候補に挙がったが、住民の同意が得られなかった。

## 人口統計
| 1968年  | 1975年  | 1982年  | 1990年  | 1999年  | 2006年  | 2011年  | 2012年    |
| ------- | ------- | ------- | ------- | ------- | ------- | ------- | --------- |
| 652 722 | 702 199 | 749 764 | 798 718 | 867 533 | 945 851 | 996 439 | 1 007 901 |

## 言語
ガロ語がイル＝エ＝ヴィレーヌの伝統的な言語であり、特に西部県境プドヴル地方、Porc’hoed地方、ルドンなどで話されている。2001年から2002年にかけ、小学校、コレージュ、リセに在籍する1,761人の児童・学生がガロ語を学んでいた。しかしブルトン語も、ブルターニュ西部からの転入者が暮らす県東部サン＝ミシェル、ポルニックで話されている。

## 観光
イル＝エ＝ヴィレーヌ県は、歴史、宗教の記念物が非常に豊富で、中世都市、博物館・美術館、自然遺産も含まれている。

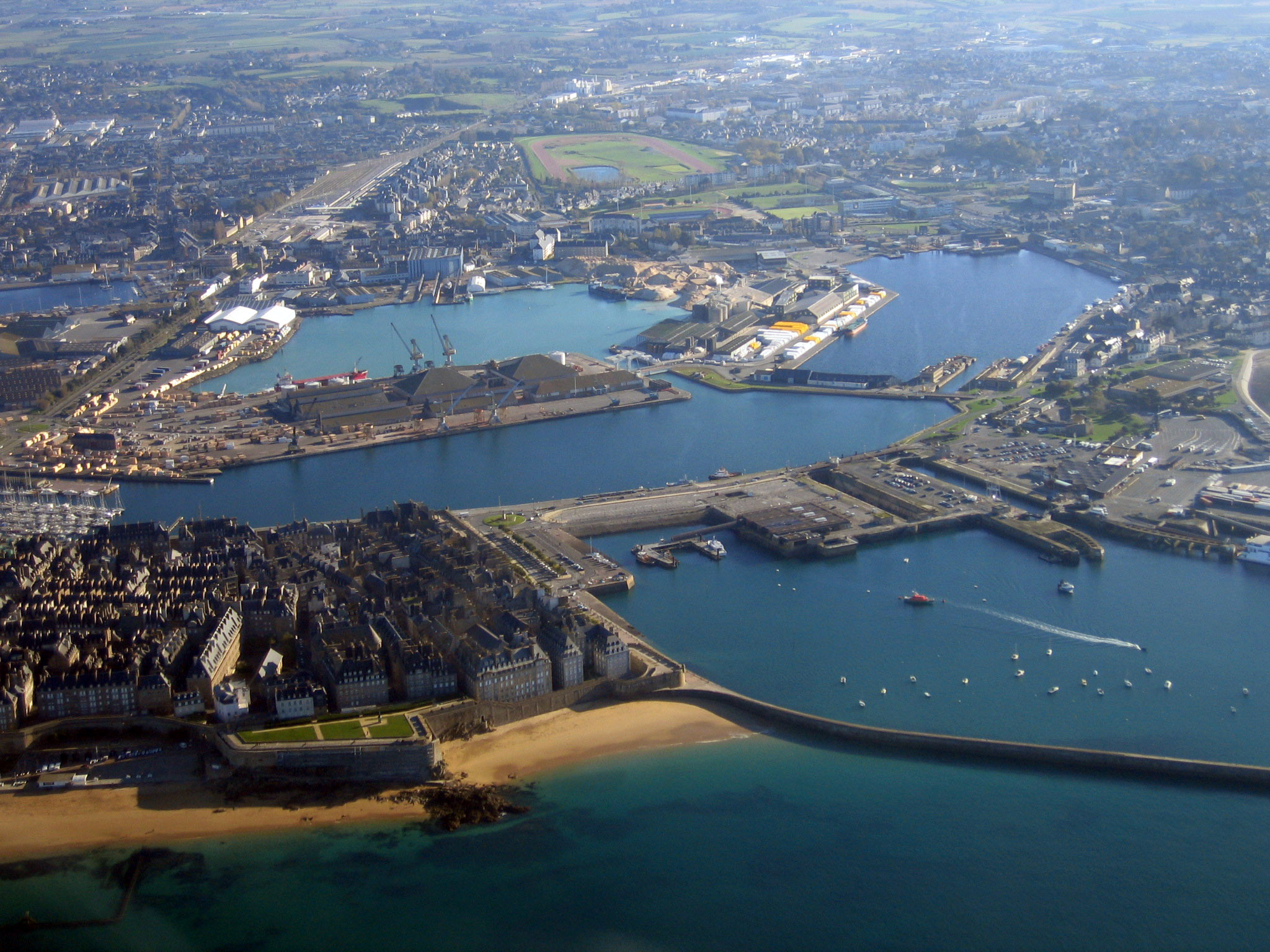
サン・マロ
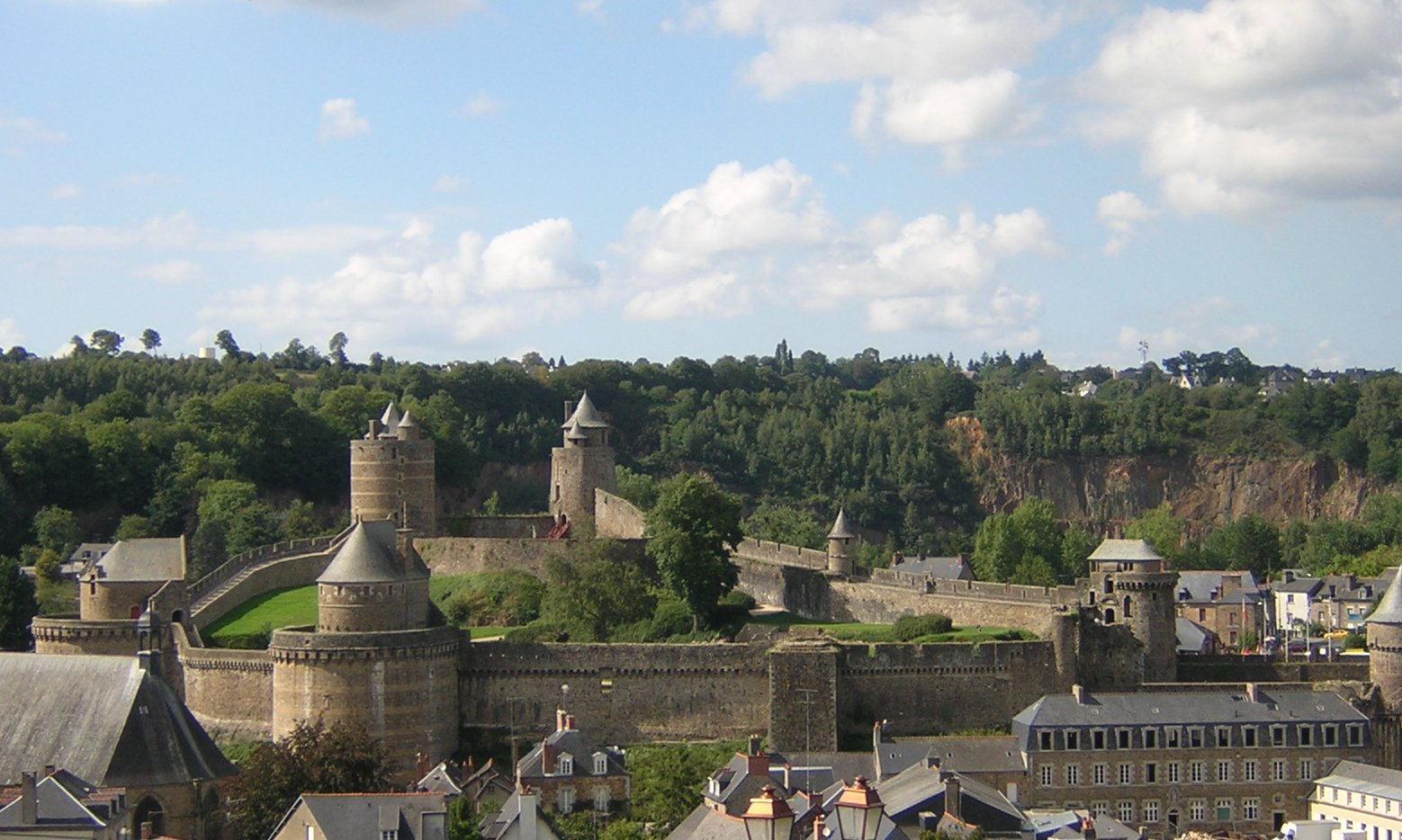
フージェール城
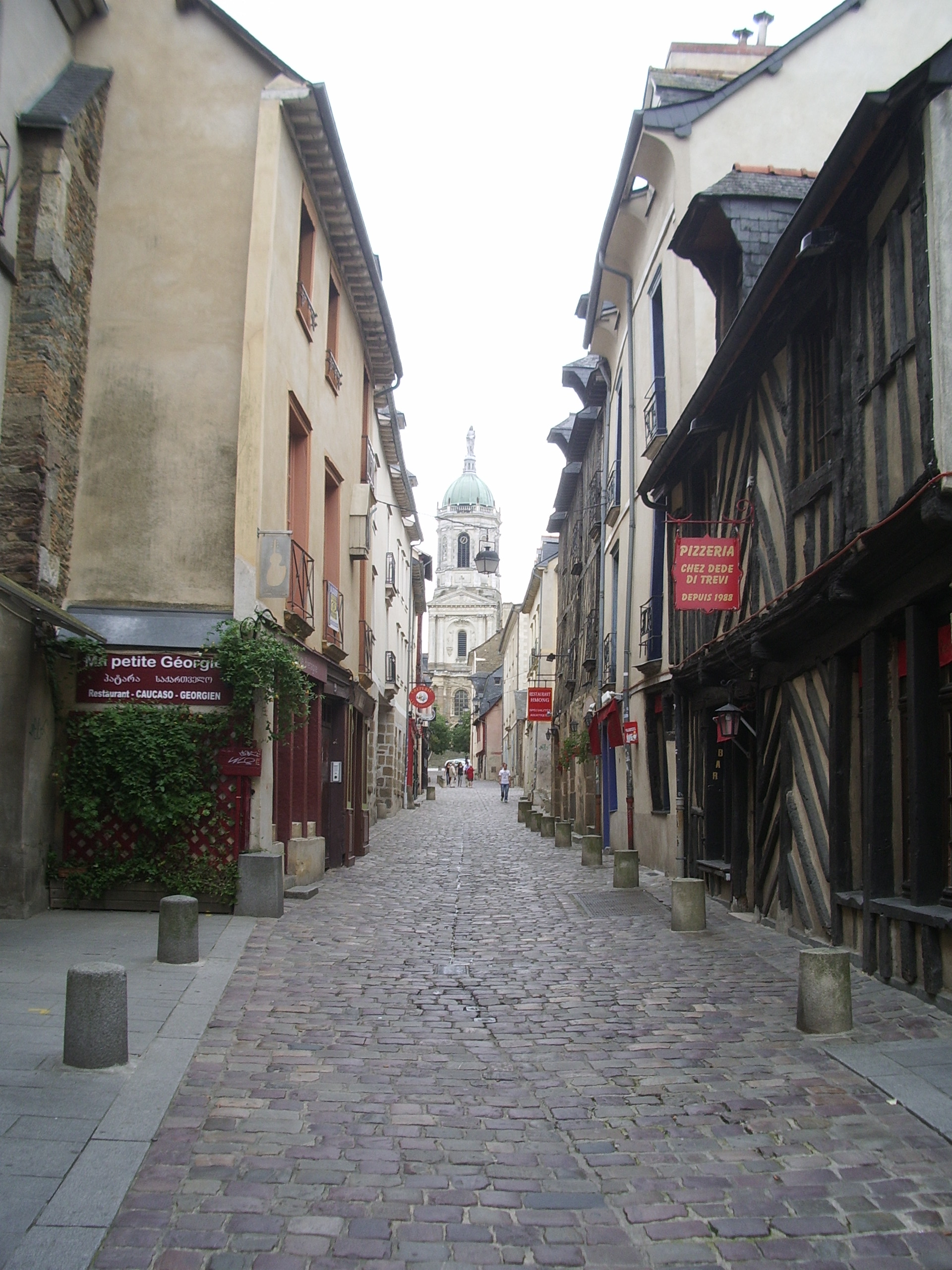
古都レンヌ
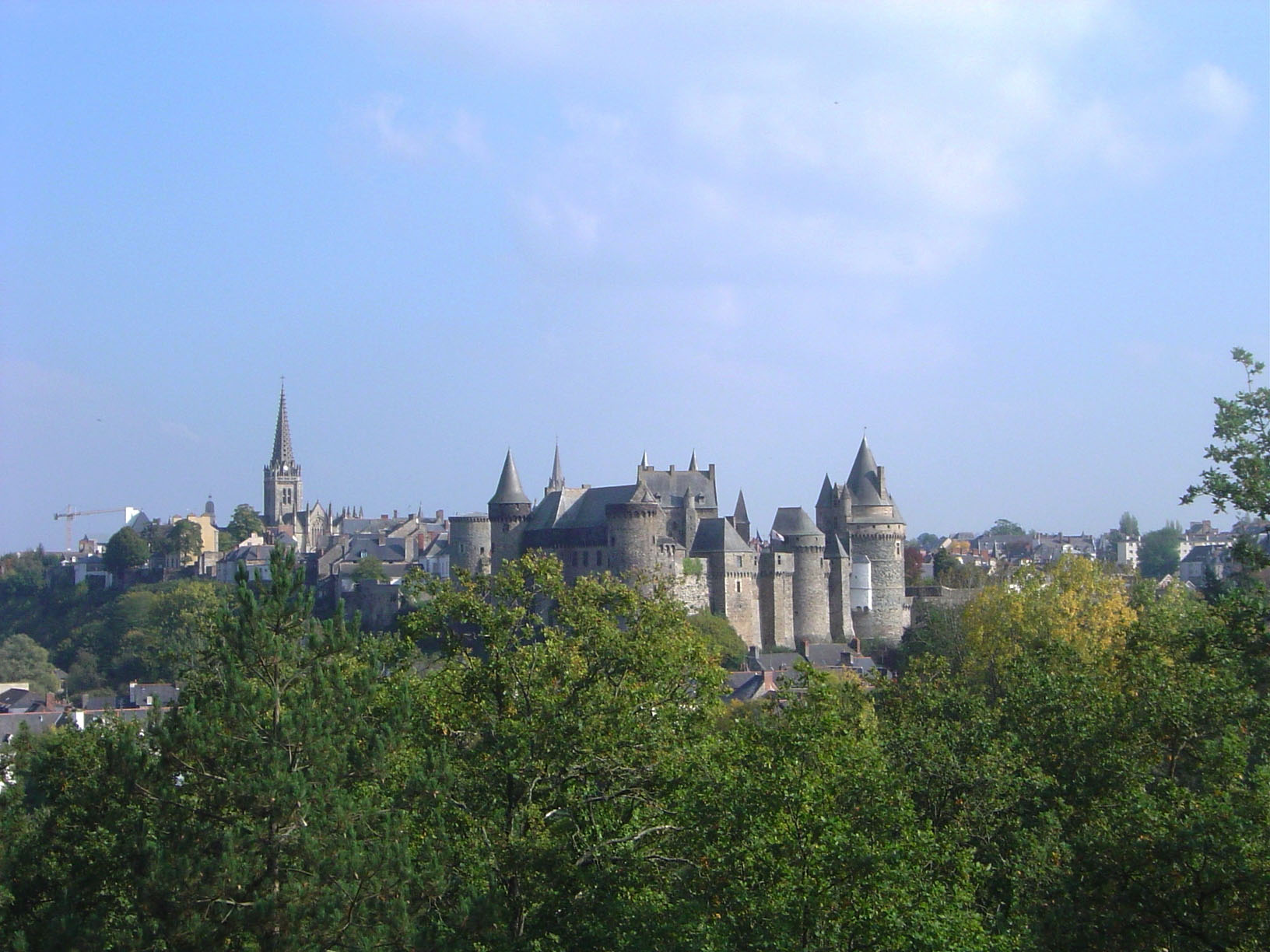
ヴィトレ
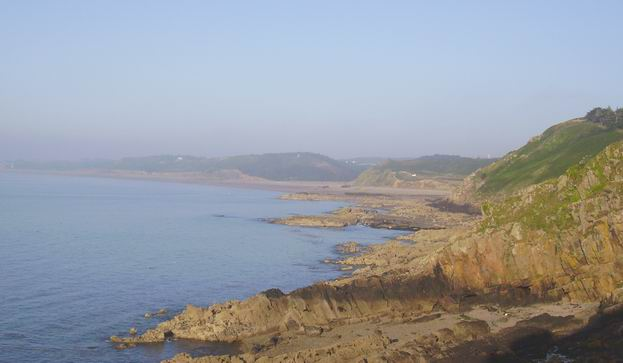
コート＝デメロード（エメラルド海岸）